# Estadio Nemesio Díez
El Estadio Nemesio Díez, es un estadio de fútbol situado en la ciudad de Toluca de Lerdo, capital del Estado de México en México. Es la sede habitual del Deportivo Toluca F.C. y el Deportivo Toluca F.C. Femenil.
Inaugurado el 8 de agosto de 1935, con una capacidad de 30,000, está ubicado en la ciudad de Toluca, Estado de México, cerca de la Ciudad de México. El estadio se encuentra a una altitud de aproximadamente 2,667 metros sobre el nivel del mar, uno de los estadios de mayor altitud en el continente y del país. Sus dimensiones son 105 × 68 metros. Un antiguo matiz de este estadio es que no contaba con sistema de iluminación, lo que obligaba al equipo local a jugar al mediodía como tradición. Es el único estadio profesional en México orientado de este a oeste, comúnmente por reglamento FIFA, la orientación debe ser de norte a sur. 
El alumbrado del estadio fue inaugurado el 17 de abril de 2007 por la participación del equipo en torneos internacionales. A su vez ha sido testigo de la conquista de nueve de los diez campeonatos de liga de los diablos rojos. El estadio también ha obtenido reconocimiento internacional, ya que fue elegido como el "Segundo Mejor Estadio del Mundo 2017" en la categoría de remodelados, según la votación pública realizada por StadiumDB en el mismo año.
A lo largo de los años pasó de ser una cancha de tierra llena de bordos a tener un césped especial y casi tan parejo como una mesa de billar, por lo que entre los años 1970-80 fue conocido como «El Lago Verde Esmeralda». Fue remodelado con un toque europeo para celebrar sus 100 años. Ahora, cuenta con capacidad para 30 000 espectadores, estacionamiento de seis niveles con capacidad para 1,500 vehículos, dos puentes aéreos de acceso al estadio y tecnología con mayor soporte de pantallas y sonido ambiental. Conservando el estilo inglés que lo ha caracterizado, como la cercanía al terreno de juego.
Durante el Apertura 2024, el Deportivo Toluca Fútbol Club tuvo un porcentaje de asistencia del 94.9%. Lo cual da un promedio de asistencia de 28,470 espectadores por partido disputado en el estadio Nemesio Díez durante los nueve partidos del torneo en fase regular del torneo. 
De acuerdo a ESPN durante el Clausura 2025, el Deportivo Toluca Fútbol Club tiene 23,000 abonados de una capacidad total de 30,000 en el Estadio Nemesio Diez; lo cual significa que el club tiene aproximadamente el 76.6% del estadio cubierto a abonados. 

## Historia
Fue inaugurado oficialmente el estadio del Club Deportivo Toluca el 8 de agosto de 1954, que después se llamó "Héctor Barraza", luego "Luis Gutiérrez Dosal", le siguió "Toluca 70", al paso del tiempo "Toluca 70-86" después con su actual nombre "Nemesio Díez Riega".
En los inicios del Deportivo Toluca en México en 1917, el ahora Estadio Nemesio Díez era un campo de tierra. Su ubicación no era la que tiene hoy en día, pues al primer campo se encontraba sobre la antigua Avenida Colón, hoy Paseo Colón y se contaba básicamente con una cancha de fútbol y pequeñas tribunas de madera. Un tramo de ellas cubierta, especialmente para las damas a fin de protegerlas de la lluvia y del sol.
En 1919 se adquirieron los terrenos de la llamada Presa de Gachupines, encuadrados en los que hoy es la calle de Vasco de Quiroga, avenida Hidalgo poniente, Aurelio Venegas y Buenaventura Merlín, propiedad de Francisco Negrete.
Posteriormente se jugaron algunos partidos en la cancha "Tívoli" campo que se encontraba cerca del Río Verdiguel como a 3 cuadras del ahora Nemesio Díez.
Más adelante, el equipo fue adquiriendo nuevos jugadores, se fue reforzando pero seguía disputando sus encuentros en la cancha "Tivoli" y también en el campo "Patria" ubicado entre las calles de Aurelio Venegas, Morelos Poniente, Felipe Villanueva y Constituyentes, exactamente el lugar que ocupa hoy el Nemesio Díez.
En el segundo año de estar en segunda división, el campo "Patria" se utilizó como única sede, en este mismo año comenzó la readaptación de sus tribunas así como la colocación del alambrado.
En 1953 la directiva del club compró el campo "Patria", con lo cual por fin el club tenía su propio estadio.
A partir de este momento, el Estadio sufrió diversas modificaciones y el 8 de agosto de 1954 se inauguró oficialmente el estadio del Club Deportivo Toluca que después se llamó "Héctor Barraza", luego "Luis Gutiérrez Dosal", le siguió "Toluca 70", al paso del tiempo "Toluca 70-86" y finalmente "Nemesio Díez Riega". Todo en el terreno donde antes se ubicaba el campo Patria.
El ahora estadio Nemesio Díez posee una capacidad de 27, 273 espectadores. Las tribunas se dividen en 4 zonas, Palcos, Palcos VID, Sol General, Sombra Preferente y Sombra General. Hay un palco de transmisiones para la prensa, televisión y radio ubicado en la zona de sombra preferente.
En el estadio también se encuentra la Casa Club del deportivo, en la que viven los jugadores de fuerzas básicas. Hay una pequeña cancha justo atrás de la tribuna de sombra general en la que el equipo entrena y calienta antes de los partidos.
El terreno de juego está orientado de oriente a poniente, único estadio profesional en el país ubicado en esa posición. Y a lo largo de los años pasó de ser una cancha de tierra llena de bordos a tener un césped especial y casi tan pareja como una mesa de billar, por lo que en los años 70 fue conocida como "El Lago Verde Esmeralda".
Por los cien años del club que será en el 2017, el estadio Nemesio Díez está siendo remodelado por una inversión de más de 800 millones de pesos, la capacidad pasará de 27,000 a 30,000 además de que se construirán palcos para socios comerciales y 2 rampas de acceso al estadio en la que sus túneles serán transparentes a la calle. Será construido un estacionamiento sobre la calle Felipe Villanueva que tendrá capacidad para 1,500 vehículos. Habrá soportes para las pantallas y se mejorará el sonido local. La remodelación del estadio durará 24 meses.
A mediados del 2015 se anunció la remodelación del estadio rumbo al Centenario del club en 2017, a finales del 2015 se comenzaron los trabajos de remodelación, además de la construcción de un estacionamiento con capacidad de 1500 automóviles, obras que terminaron para reinaugurarse el estadio en la jornada 2 del clausura 2017 de la Liga MX enfrentando al Club América y con un resultado final de 2 a 1 a favor del Club Deportivo Toluca.
La remodelación del estadio se realizó del 2014 al 2017, el diseño a cargo de Quattro + 1 Arquitectos y la estructura fue realizada por Lanik. Las obras incluyeron aumentar el aforo de 27 mil a 30 mil espectadores en seis pisos, contar con dos sótanos, palcos especiales, se sustituyeron las pizarras electrónicas por pantallas y sonido ambiental, se instaló fibra óptica, cámaras, detectores de boletos falsos, torniquetes electrónicos, se remodeló el techado para permitir al espectador una visión clara sin obstáculos, el cual consta de una estructura geométrica liviana de 10 000 metros cuadrados.
Desde su remodelación en el año 2017, con motivo de la celebración del centenario del equipo, su aforo se incrementó a 27,273 aficionados, y ha sido considerado como “el estadio más europeo de México”. El estadio ha sido testigo de 9 de los 10 títulos de liga del Deportivo Toluca; de las 9 finales de vuelta disputadas en torneos cortos en este campo, el Toluca ha podido celebrar el título frente a sus aficionados en 6 ocasiones: en 1998 vs Necaxa, en 1999 vs Atlas, en el 2000 vs Santos, en 2002 vs Morelia, en 2008 vs Cruz Azul y en 2010 vs Santos.
La remodelación actual del estadio Nemesio Diez tuvo un costo de más de 1,000 millones de pesos. Además de su cancha y el diseño arquitectónico, que respetó la esencia del histórico inmueble, ha recibido el reconocimiento mundial entre los estadios más hermoso. Asimismo, destaca la incorporación de tecnología más avanzada, que lo convierten en inmueble totalmente seguro y familiar.

### Cambios en el estadio Nemesio Diez
1954-1963 (Inauguración)
Fue inaugurado el 8 de agosto de 1954, con el nombre de Estadio del Club Deportivo Toluca, en sus primeros años sólo la tribuna de palcos se encontraba techada. En 1955 cambia de nombre por Estadio Héctor Barraza y en 1959 vuelve a cambiar por Estadio Luis Gutiérrez Dosal.
1964-1969 (Primera ampliación)
Para 1964 se realiza una importante renovación, se amplía la grada de palcos y se remplaza el techo. También se agranda la tribuna que hoy es llamada sombra general y se agrega un techo tanto en sombra general como preferente.
1970-1985 (Primer mundial)
Para el mundial de México 70 el estadio tiene una nueva reforma, ampliando la tribuna de Sol General construyendo un segundo nivel en dicha tribuna. Se jugaron en total cuatro partidos, 3 de fase de grupos y uno de cuartos de final.
1986-1996 (Segundo mundial)
En 1986 se vivía un nuevo mundial en México y el estadio ahora llamado Estadio Toluca 70 volvería a ser sede. Se realizó una nueva reforma para este evento, se amplió el segundo nivel de Sol general que había sido construido en 1970. También se construyó un segundo nivel a la tribuna de Palcos. Se agregó un nuevo techo laminado que ahora cubría de manera uniforme la totalidad de las tribunas de Palcos, sombra general y sombra preferente.
1997-1999 (Pocos cambios)
En estos años el nombre del estadio era el de Estadio Toluca 70 86 y no hubo grandes cambios con respecto a la última remodelación del mundial. Sólo se realizó trabajos de pintura y se instalaba un nuevo marcador electrónico sobre el techo de sombra general.
2000-2006 (Nuevo nombre)
En el año 2000 el estadio cambia de nombre por última vez a Estadio Nemesio Diez, aun así, mantiene el apodo de La Bombonera que ganó décadas atrás por la forma del estadio y continúa llamándose así hasta nuestros días por la gente. Hubo mejoras en el estadio, pero muy básicas, lo más notable es la actualización de butacas en la tribuna de palcos. En estos años el club Toluca vivió una de sus mejores épocas deportivas de la mano de uno de los mejores delanteros que han jugado en la liga José Saturnino Cardozo.
2006-2011 (Iluminación en el estadio)
Toluca debutaba en competencias de Conmebol y para los juegos de la Copa Sudamericana se estrenaba la iluminación artificial en el estadio compuesta de cuatro reflectores colocados sobre las columnas que soportaban el techo de sombra preferente y palcos. También es esos años se agregaron butacas a las tribunas de sombra preferente y sombra general.
2012-2016 (Nuevos palcos)
En estos años no hubo grandes mejoras, lo más destacado fue la creación de unos nuevos palcos, llamados palcos VID los cuales se ubicaban en la zona central de la tribuna Sombra Preferente. El estadio contaba con una capacidad para 27,000 espectadores.
2017-Act. (Gran renovación)
Para celebrar el centenario del club se puso en marcha un proyecto de renovación total del estadio demoliendo algunas gradas. Se agregan segundos niveles a las tribunas de sombra general y preferente, así como un tercer nivel a la de sol general. Se instalan cuatro pantallas en las esquinas del estadio y se techa en su totalidad. Con estos cambios el estadio se amplía para alcanzar 30,000 espectadores.

## Partidos delCopa Mundial de Fútbol de 1970
En el entonces llamado Estadio "Luis Gutiérrez Dosal" se jugaron los siguientes encuentros:

| 3 de junio de 1970, 16:00 | Italia         | 1:0 (1:0) | Suecia | Estadio Luis Dosal, Toluca                              |                                                         |
|                           | Domenghini 10' | Reporte   |        | Asistencia: 13 433 espectadores Árbitro(s): Jack Taylor | Asistencia: 13 433 espectadores Árbitro(s): Jack Taylor |

| 7 de junio de 1970, 12:00 | Suecia       | 1:1 (0:0) | Israel       | Estadio Luis Dosal, Toluca                                |                                                           |
|                           | Turesson 53' | Reporte   | Spielger 56' | Asistencia: 9624 espectadores Árbitro(s): Seyoum Tarekegn | Asistencia: 9624 espectadores Árbitro(s): Seyoum Tarekegn |

| 11 de junio de 1970, 16:00                                                                       | Italia | 0:0     | Israel | Estadio Luis Dosal, Toluca                                        |                                                                   |
|                                                                                                  |        | Reporte |        | Asistencia: 9890 espectadores Árbitro(s): Ayrton Vieira de Moraes | Asistencia: 9890 espectadores Árbitro(s): Ayrton Vieira de Moraes |
| Italia supera por primera vez la Fase de grupos, desde que se instauró como tal, en Brasil 1950. |        |         |        |                                                                   |                                                                   |

| 14 de junio de 1970, 12:00 | Italia                                         | 4:1 (1:1) | México       | Estadio Luis Dosal, Toluca                                 |                                                            |
|                            | Guzmán 25' (a.g.) · Riva 63', 76' · Rivera 70' | Reporte   | González 13' | Asistencia: 26 851 espectadores Árbitro(s): Ruedi Scheurer | Asistencia: 26 851 espectadores Árbitro(s): Ruedi Scheurer |

## Partidos delJuegos Panamericanos de Ciudad de México 1975
En el entonces llamado Estadio "Toluca 70" se jugaron los siguientes encuentros:
| 13 de octubre de 1975 | México                                        | 6:1 (4:0) | Trinidad y Tobago | Estadio Toluca 70, Toluca de Lerdo                            |                                                               |
|                       | Rangel 5', 17', 26', 68' · Caballero 25', 65' |           | Grayson 58'       | Asistencia: 26 000 espectadores Árbitro(s): Arturo Ithurralde | Asistencia: 26 000 espectadores Árbitro(s): Arturo Ithurralde |

| 15 de octubre de 1975 | Estados Unidos | 1:3 (0:3) | México                               | Estadio Toluca 70, Toluca de Lerdo                         |                                                            |
|                       | Salvemini 75'  |           | Carrillo 20' · Tapia 31' · Gómez 40' | Asistencia: 30 000 espectadores Árbitro(s): Oscar Scolfaro | Asistencia: 30 000 espectadores Árbitro(s): Oscar Scolfaro |

| 17 de octubre de 1975 | Trinidad y Tobago | 1:0 (1:0) | Estados Unidos | Estadio Toluca 70, Toluca de Lerdo |                        |
|                       | Llewellyn 23'     |           |                | Árbitro(s): Ilio Matos             | Árbitro(s): Ilio Matos |

| 19 de octubre de 1975 | México                                                                         | 8:0 (5:0) | Canadá | Estadio Toluca 70, Toluca de Lerdo                         |                                                            |
|                       | Rangel 2', 31' · Sánchez 12' (pen.), 48', 49' · Caballero 40', 44' · Gómez 70' |           |        | Asistencia: 30 000 espectadores Árbitro(s): Oscar Scolfaro | Asistencia: 30 000 espectadores Árbitro(s): Oscar Scolfaro |

| 19 de octubre de 1975 | Costa Rica | 1:0 (0:0) | Cuba | Estadio Toluca 70, Toluca de Lerdo |                               |
|                       | Piedra 49' |           |      | Árbitro(s): Arturo Ithurralde      | Árbitro(s): Arturo Ithurralde |

| 21 de octubre de 1975 | Canadá | 0:3 | Costa Rica | Estadio Toluca 70, Toluca de Lerdo |  |
| Canadá se retiró del torneo en protesta por la suspensión de 4 de sus jugadores de una plantilla de sólo 17 jugadores. El Comité de Disciplina le otorgó el partido a Costa Rica por 3-0. Los jugadores suspendidos fueron: Carl Rose, Garry Ayre, Ray Telford y Robin Megraw. |        |     |            |                                    |  |

| 21 de octubre de 1975 | Cuba                                | 2:2 (1:1) | México                            | Estadio Toluca 70, Toluca de Lerdo |                            |
|                       | Delgado 22' · de la Rosa 75' (a.g.) |           | Caballero 7' · Sánchez 55' (pen.) | Árbitro(s): Luis Barrancos         | Árbitro(s): Luis Barrancos |

| 23 de octubre de 1975                                                 | Cuba | 3:0 | Canadá | Estadio Toluca 70, Toluca de Lerdo |  |
| Canadá se retiró del torneo. Se anunció un marcador de 3-0 para Cuba. |      |     |        |                                    |  |

| 23 de octubre de 1975 | México                                                                    | 7:0 (3:0) | Costa Rica | Estadio Toluca 70, Toluca de Lerdo                           |                                                              |
|                       | Sánchez 9', 22', 33' (pen.) · Caballero 47' · Rangel 58', 76', 83' (pen.) |           |            | Asistencia: 40 000 espectadores Árbitro(s): Toros Kibritjian | Asistencia: 40 000 espectadores Árbitro(s): Toros Kibritjian |

## Partidos delCopa Mundial de Fútbol Juvenil de 1983
En el entonces llamado Estadio "La Bombonera" se jugaron los siguientes encuentros:
| 3 de junio de 1983 | Corea del Sur | 0:2 | Escocia | Estadio Toluca 70, Toluca de Lerdo |  |

| 5 de junio de 1983 | Escocia | 1:2 | Australia | Estadio Toluca 70, Toluca de Lerdo |  |

## Partidos delCopa Mundial de Fútbol de 1986
En el entonces llamado Estadio "La Bombonera" se jugaron los siguientes encuentros:
| 4 de junio de 1986 | Paraguay | 1:0 | Irak | Estadio Toluca 70, Toluca de Lerdo |  |

| 8 de junio de 1986 | Irak | 1:2 | Bélgica | Estadio Toluca 70, Toluca de Lerdo |  |

| 11 de junio de 1986 | Paraguay | 2:2 | Bélgica | Estadio Toluca 70, Toluca de Lerdo |  |

## Partidos delJuegos centroamericanos y del Caribe 1990
En el entonces llamado Estadio "Toluca 70-86" se jugaron los siguientes encuentros:
| 21 de noviembre de 1990 | México | 5:1 | República Dominicana | Estadio Toluca 70-86, Toluca de Lerdo |  |

| 23 de noviembre de 1990 | República Dominicana | 2:2 | Antigua y Barbuda | Estadio Toluca 70-86, Toluca de Lerdo |  |

| 25 de noviembre de 1990 | Antigua y Barbuda | 0:8 | México | Estadio Toluca 70-86, Toluca de Lerdo |  |

| 27 de noviembre de 1990 | México | 1:0 | Cuba | Estadio Toluca 70-86, Toluca de Lerdo |  |

| 29 de noviembre de 1990 | Cuba | 2:0 | Trinidad y Tobago | Estadio Toluca 70-86, Toluca de Lerdo |  |

| 1 de diciembre de 1990 | Trinidad y Tobago | 1:5 | México | Estadio Toluca 70-86, Toluca de Lerdo |  |

| 3 de diciembre de 1990 | Costa Rica | 2:1 | Cuba | Estadio Toluca 70-86, Toluca de Lerdo |  |

| 3 de diciembre de 1990 | México | 3:0 | Venezuela | Estadio Toluca 70-86, Toluca de Lerdo |  |

## Partidos internacionales de laSelección Mexicana Varonil
Desde el año 1970 se jugaron los siguientes encuentros:
| 14 de junio de 1970, 12:00 | Italia                                         | 4:1 (1:1) | México       | Estadio Luis Dosal, Toluca                                 |                                                            |
|                            | Guzmán 25' (a.g.) · Riva 63', 76' · Rivera 70' | Reporte   | González 13' | Asistencia: 26 851 espectadores Árbitro(s): Ruedi Scheurer | Asistencia: 26 851 espectadores Árbitro(s): Ruedi Scheurer |

| 27 de octubre de 1976 | México | 0:0 | Canadá | Estadio Toluca 70, Toluca de Lerdo                         |  |
|                       |        |     |        | Asistencia: 26 719 espectadores Árbitro(s): Henry Landauer |  |

| 8 de abril de 1980 | México                                                 | 5:0 (3:0) | Honduras | Estadio Toluca 70, Toluca de Lerdo |                                    |
|                    | Sánchez 5' (pen.), 89' · Manzo 25', 87' · González 40' |           |          | Árbitro(s): Edgardo Codesal Méndez | Árbitro(s): Edgardo Codesal Méndez |

| 29 de abril de 1980 | México                          | 2:2 (1:2) | Guatemala                   | Estadio Toluca 70, Toluca de Lerdo |                                    |
|                     | Sánchez 32' (pen.) · Castro 60' |           | Pérez 30' (pen.) · Cruz 38' | Árbitro(s): Edgardo Codesal Méndez | Árbitro(s): Edgardo Codesal Méndez |

| 14 de diciembre de 1985 | México | 2:0 | Hungría | Estadio Toluca 70, Toluca de Lerdo |  |

| 06 de octubre de 1987 | México | 4:0 | Canadá | Estadio Toluca 70-86, Toluca de Lerdo |  |

| 13 de octubre de 2015 | México | 1:0 | Panamá | Estadio Nemesio Diez, Toluca de Lerdo |  |

| 02 de octubre de 2019 | México | 1:0 | Trinidad y Tobago | Estadio Nemesio Diez, Toluca de Lerdo |  |

| 19 de noviembre de 2024 | México | 4:0 | Honduras | Estadio Nemesio Diez, Toluca de Lerdo |  |

## Partidos internacionales de laSelección Mexicana Femenil
Desde el año 1998 se jugaron los siguientes encuentros:
| 11 de diciembre de 1998 | México | 3:1 | Argentina | Estadio Toluca 70-86, Toluca de Lerdo |  |

| 20 de febrero de 2007 | México | 1:0 | Estados Unidos | Estadio Nemesio Diez, Toluca de Lerdo |  |

| 17 de marzo de 2007 | México | 2:1 | Japón | Estadio Nemesio Diez, Toluca de Lerdo |  |

| 12 de abril de 2022 | México | 6:0 | Puerto Rico | Estadio Nemesio Diez, Toluca de Lerdo |  |

| 29 de octubre de 2024 | México | 4:0 | Tailandia | Estadio Nemesio Diez, Toluca de Lerdo |  |

## Partidos internacionales delDeportivo Toluca F.C.
Desde el año 1954 se jugaron los siguientes encuentros internacionales:

### CONCACAF Champions League
| 29 de septiembre de 1968 | Toluca                                                           | 4:1 (2:1) | Greek-American       | Estadio Luis Dosal, Toluca de Lerdo                                    |                                                                        |
|                          | Epaminondas 14', 85' (pen.) · Ruvalcaba 25' (t.l.) · Linares 59' |           | Tonorezos 33' (pen.) | Asistencia: 12000 espectadores Árbitro(s): Luis Paulino Siles Calderón | Asistencia: 12000 espectadores Árbitro(s): Luis Paulino Siles Calderón |

| 23 de julio de 1972 | Toluca                       | 3:1 (1:0) | Vida              | Estadio Toluca 70, Toluca de Lerdo |                              |
|                     | Pereda 65' 71' · Morales 44' |           | García 75' (pen.) | Árbitro(s): Toros Kibritjian       | Árbitro(s): Toros Kibritjian |

| 8 de marzo de 2006 | Deportivo Toluca F.C. | 2:1 | Olimpia | Estadio Nemesio Díez, Toluca de Lerdo |  |

| 22 de marzo de 2006 | Deportivo Toluca F.C. | 2:0 | Saprissa | Estadio Nemesio Díez, Toluca de Lerdo |  |

| 17 de septiembre de 2009 | Deportivo Toluca F.C. | 7:0 | Marathón | Estadio Nemesio Díez, Toluca de Lerdo |  |

| 23 de septiembre de 2009 | Deportivo Toluca F.C. | 3:0 | San Juan Jabloteh | Estadio Nemesio Díez, Toluca de Lerdo |  |

| 23 de septiembre de 2009 | Deportivo Toluca F.C. | 1:1 | D.C. United | Estadio Nemesio Díez, Toluca de Lerdo |  |

| 16 de marzo de 2010 | Deportivo Toluca F.C. | 3:2 | Columbus Crew | Estadio Nemesio Díez, Toluca de Lerdo |  |

| 26 de marzo de 2010 | Deportivo Toluca F.C. | 4:0 | Olimpia | Estadio Nemesio Díez, Toluca de Lerdo |  |

| 15 de septiembre de 2010 | Deportivo Toluca F.C. | 3:0 | Puerto Rico Islanders | Estadio Nemesio Díez, Toluca de Lerdo |  |

| 20 de octubre de 2010 | Deportivo Toluca F.C. | 5:0 | FAS | Estadio Nemesio Díez, Toluca de Lerdo |  |

| 6 de agosto de 2013 | Deportivo Toluca F.C. | 3:1 | Caledonia AIA | Estadio Nemesio Díez, Toluca de Lerdo |  |

| 23 de octubre de 2013 | Deportivo Toluca F.C. | 5:1 | Comunicaciones | Estadio Nemesio Díez, Toluca de Lerdo |  |

| 19 de marzo de 2014 | Deportivo Toluca F.C. | 2:2 | San Jose Earthquakes | Estadio Nemesio Díez, Toluca de Lerdo |  |

| 9 de abril de 2014 | Deportivo Toluca F.C. | 2:0 | Alajuelense | Estadio Nemesio Díez, Toluca de Lerdo |  |

| 21 de febrero de 2019 | Deportivo Toluca F.C. | 0:2 | Kansas City | Estadio Nemesio Díez, Toluca de Lerdo |  |

| 15 de febrero de 2024 | Deportivo Toluca F.C. | 2:3 | Herediano | Estadio Nemesio Díez, Toluca de Lerdo |  |

### Conmebol Copa Libertadores
| 27 de febrero de 2007 | Deportivo Toluca F.C. | 1:2 | Bolívar | Estadio Nemesio Díez, Toluca de Lerdo |  |

| 14 de marzo de 2007 | Deportivo Toluca F.C. | 2:0 | Boca Juniors | Estadio Nemesio Díez, Toluca de Lerdo |  |

| 26 de abril de 2007 | Deportivo Toluca F.C. | 3:0 | Cienciano | Estadio Nemesio Díez, Toluca de Lerdo |  |

| 8 de mayo de 2007 | Deportivo Toluca F.C. | 2:0 | Cúcuta Deportivo | Estadio Nemesio Díez, Toluca de Lerdo |  |

| 19 de febrero de 2013 | Deportivo Toluca F.C. | 2:3 | Nacional | Estadio Nemesio Díez, Toluca de Lerdo |  |

| 7 de marzo de 2013 | Deportivo Toluca F.C. | 1:1 | Barcelona | Estadio Nemesio Díez, Toluca de Lerdo |  |

| 17 de abril de 2013 | Deportivo Toluca F.C. | 3:2 | Boca Juniors | Estadio Nemesio Díez, Toluca de Lerdo |  |

| 17 de febrero de 2016 | Deportivo Toluca F.C. | 2:0 | Grêmio | Estadio Nemesio Díez, Toluca de Lerdo |  |

| 5 de abril de 2016 | Deportivo Toluca F.C. | 2:1 | Liga de Quito | Estadio Nemesio Díez, Toluca de Lerdo |  |

| 12 de abril de 2016 | Deportivo Toluca F.C. | 2:1 | San Lorenzo | Estadio Nemesio Díez, Toluca de Lerdo |  |

| 4 de mayo de 2016 | Deportivo Toluca F.C. | 3:1 | São Paulo | Estadio Nemesio Díez, Toluca de Lerdo |  |

### Conmebol Copa Sudamericana
| 26 de septiembre de 2006 | Deportivo Toluca F.C. | 1:0 | El Nacional | Estadio Nemesio Díez, Toluca de Lerdo |  |

| 1 de noviembre de 2006 | Deportivo Toluca F.C. | 2:0 | San Lorenzo | Estadio Nemesio Díez, Toluca de Lerdo |  |

| 21 de noviembre de 2006 | Deportivo Toluca F.C. | 0:2 | Colo-Colo | Estadio Nemesio Díez, Toluca de Lerdo |  |

### Conmebol Copa Merconorte
| 12 de julio de 2000 | Deportivo Toluca F.C. | 4:1 | Universitario | Estadio Nemesio Díez, Toluca de Lerdo |  |

| 29 de agosto de 2000 | Deportivo Toluca F.C. | 0:0 | Millonarios | Estadio Nemesio Díez, Toluca de Lerdo |  |

| 27 de septiembre de 2000 | Deportivo Toluca F.C. | 4:0 | Barcelona | Estadio Nemesio Díez, Toluca de Lerdo |  |

## Partidos amistosos internacionales ante clubes europeos delDeportivo Toluca F.C.
Desde el año 1954 se jugaron los siguientes encuentros internacionales ante clubes europeos:
| 25 de julio de 1954 | Deportivo Toluca F.C. | 1:4 | Dinamo Zagreb | Estadio Club Deportivo Toluca, Toluca de Lerdo |  |

| 29 de mayo de 1990 | Deportivo Toluca F.C. | 1:3 | Real Madrid | Estadio Nemesio Diez, Toluca de Lerdo |  |

| 25 de marzo de 2003 | Deportivo Toluca F.C. | 3:1 | Valencia | Estadio Nemesio Diez, Toluca de Lerdo |  |

| 24 de julio de 2008 | Deportivo Toluca F.C. | 1:1 | Atlético Madrid | Estadio Nemesio Diez, Toluca de Lerdo |  |

| 25 de julio de 2017 | Deportivo Toluca F.C. | 0:0 | Atlético Madrid | Estadio Nemesio Diez, Toluca de Lerdo |  |

| 17 de mayo de 2022 | Deportivo Toluca F.C. | 1:0 | Bayer Leverkusen | Estadio Nemesio Diez, Toluca de Lerdo |  |

## Promedio de asistencia
| Equipo                | Temporada | Juegos local | Asistencia total | Asistencia promedio |
| --------------------- | --------- | ------------ | ---------------- | ------------------- |
| Deportivo Toluca F.C. | 2024-25   | 17           | 386,849          | 25,790              |
| Deportivo Toluca F.C. | 2023-24   | 17           | 418,250          | 24,603              |
| Deportivo Toluca F.C. | 2022-21   | 17           | 392,875          | 23,110              |
| Deportivo Toluca F.C. | 2021-20   | 17           | 184,747          | 10,867              |
| Deportivo Toluca F.C. | 2020-21   | 17           | 0                | 0                   |
| Deportivo Toluca F.C. | 2019-20   | 17           | 225,506          | 17,347              |
| Deportivo Toluca F.C. | 2018-19   | 17           | 306,706          | 18,042              |
| Deportivo Toluca F.C. | 2017-18   | 17           | 359,823          | 21,166              |
| Deportivo Toluca F.C. | 2016-17   | 17           | 162,592          | 20,324              |
| Deportivo Toluca F.C. | 2015-16   | 17           | 250,450          | 15,653              |
| Deportivo Toluca F.C. | 2014-15   | 17           | 31,310           | 15,655              |
| Deportivo Toluca F.C. | 2013-14   | 17           | 155,243          | 14,113              |
| Deportivo Toluca F.C. | 2012-13   | 17           | 247,000          | 16,467              |